# The Brotherhood of Eternal Love

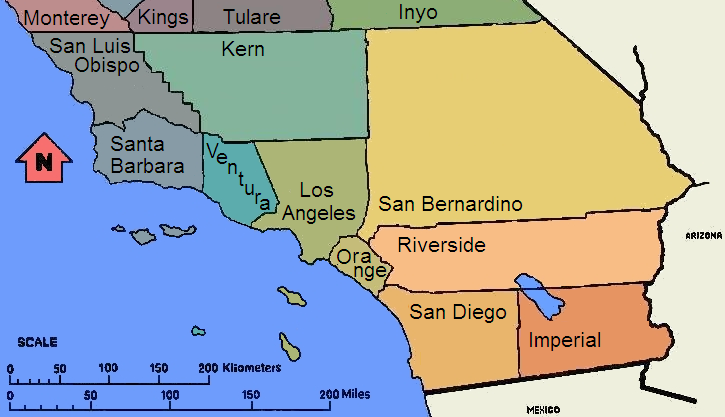
Das südkalifornische Orange County war Sitz der Brotherhood of Eternal Love.

The Brotherhood of Eternal Love (deutsch: Die Bruderschaft der Ewigen Liebe) war eine US-amerikanische Vereinigung von Drogenkonsumenten, -produzenten und -händlern. Erklärtes Ziel der sogenannten Hippie-Mafia war die spirituelle Transformation der Gesellschaft durch den Gebrauch von LSD. Die „Bruderschaft“ war ab Mitte der 1960er Jahre bis in die 1970er Jahre in Orange County (Kalifornien) ansässig.

## Geschichte
Die Brotherhood of Eternal Love ist aus einer Motorradgang aus Anaheim hervorgegangen. Initiator der Bruderschaft war John Griggs; weitere Mitglieder waren Carol Griggs, Michael Randall, Travis Grant Ashbrook sowie Rick, Ron und Wendy Bevan.
Bei einem bewaffneten Überfall auf einen Filmproduzenten aus Hollywood erbeuteten John Griggs und seine Gang zu Beginn der sechziger Jahre eine unbekannte Menge LSD, das sie sofort ausprobierten. Im Anschluss trafen sie die Entscheidung, LSD möglichst vielen Menschen zu einem möglichst niedrigen Preis anzubieten. Die Differenz sollte durch den Schmuggel von mexikanischem Marihuana und afghanischem Haschisch beglichen werden.
Nach der Lektüre von Timothy Learys Schrift Start Your Own Religion gründete man die Brotherhood of Eternal Love (BEL), die auch als religiöse Gemeinschaft eingetragen wurde. Analog zur Glaubensgemeinschaft der Native American Church, die die Einnahme meskalinhaltiger Peyote-Kakteen als Sakrament betrachtet, wollte die Bruderschaft LSD als zugelassenes Sakrament verwenden. Die BEL spezialisierte sich zunächst auf den Vertrieb von LSD, um weitere Anhänger zu gewinnen. Die bekannteste Sorte nannte man aufgrund der Farbe der Tabletten nach einem Lied der Sunshine Company Orange Sunshine. Um die Einnahmen aus dem Drogenhandel zu verschleiern, gründete die BEL auf Anraten von Ram Dass die Mystic Arts World, einen Buchladen mit angeschlossener Galerie und einem Headshop in Laguna Beach. Das Geschäft wurde schnell zum Anlaufpunkt der Hippies in Südkalifornien. Der Standort bekam daraufhin den Beinamen „Dodge City“.
Eine Zeitlang war das Anwesen der Bruderschaft auch der Wohnort von Timothy Leary und seiner damaligen Frau Rosemary. In diese Zeit fällt auch Learys Kandidatur für das Amt des Gouverneurs von Kalifornien, seine Verhaftung wegen eines Marihuana-Deliktes und seine Verurteilung zu zehn Jahren Haft. Die Bruderschaft beauftragte und finanzierte im September 1970 die Befreiung Timothy Learys aus dem Gefängnis mithilfe der Weathermen, einer studentischen Untergrundorganisation.
Die Bruderschaft wurde 1972 durch einen Großeinsatz der Polizei weitgehend zerschlagen. Laut Los Angeles Times war die Bruderschaft zu einer Multimillionen-Dollar-Untergrund-Organisation geworden.

## Filmografie
- The Sunshine Makers, Regie: Cosmo Feilding-Mellen, USA 2015.[7]
- Orange Sunshine, Regie: William A. Kirkley, USA 2016.[8][9]